# Syllis macroceras
Syllis macroceras är en ringmaskart som beskrevs av Grube 1857. Syllis macroceras ingår i släktet Syllis och familjen Syllidae. Inga underarter finns listade i Catalogue of Life.